# Budviciaceae
Budviciaceae es una familia de bacterias gramnegativas del orden Enterobacterales. La descripción fue realizada por Adeolu et al. en 2016, en un trabajo que reorganizó la taxonomía de la familia Enterobacteriaceae. El género tipo es Budvicia.

## Microbiología
Los individuos de esta familia son catalasa-positivos, oxidasa-negativos, nitrato reductasa-positivos, producen ácido sulfhídrico y son negativos para las pruebas del indol, arginina hidroxilasa, ornitina descarboxilasa y lisina descarboxilasa.

## Taxonomía
Se han descrito tres géneros dentro de esta familia:
- Budvicia Bouvet et al. 1985
- Leminorella Hickman-Brenner et al. 1985
- Pragia Aldová et al. 1988